# Дербентський емірат
Дербентський емірат — феодальна держава в Східному Дагестані, що утворилася наприкінці VIII ст. Був утворений арабським військовиком Марваном. У 797 році захоплено Хозарським каганатом. У 869 році стає незалежною державою. У 1077 році захоплено державою Сельджуків. У 1120 році знову стає вільним. Остаточно ліквідовано у 1225 році володарями Ширвану. Землі емірату відповідають сучасним кордонам м. Дербента, Дербентського і Табасаранського районів Республіки Дагестан Російської Федерації та Кубинського району Республіки Азербайджан.

## Історія

### Заснування
До арабської навали тут правила перська династія. Останнім володарем був Шахрвараз, що зазнав поразки у 653 році. Тривалий час влада Арабського халіфату не була міцною, а еміри не були спадковими. Лише після перемог у 735—736 роках арабського військовика Марвана влада халіфату постала остаточно. Останній призначив еміра Асада ібн Зафіра, який започаткував династію Зафаридів. З цього моменту веде свою історію Дербентський емірат.
Дербент перейменовано на Баб ал-абваб (Брама брам). Він стає плацдармом для завоювання Дагестану та боротьби з Хозарським каганатом. Тривалий час еміри зберігали свою залежність від Омеядських халіфів. У 750—751 роках, скориставшись боротьбою Омеядів та Аббасидів дербентські еміри стали фактично незалежними. Проте вже у 752 році знову змушені були визнати владу арабів на чолі з Абу Джаафаром аль-Мансуром, братом халіфа Аббаса. У 760 році новим еміром призначено Якуба ас-Суламі, що заснував династію Суламідів. Ас-Суламі також призначено намісником Східного Закавказзя. Для зміцнення свого становища він оженився на доньці хозарського кагана Багатура. Проте у 766 році розпочався конфлікт з хозарами, які чинили постійні напади на Дербент. У 770-х роках війська халіфа Мансура завдали удару хозарам, чим на деякий час відвернули загрозу. Проте вже у 797 році Дербент було захоплено хозарським військом. Нащадки Якуба ас-Суламі продовжували вважати себе дербентськими емірами.

### Суламіди
У 869 році Хашим II, вигнав загони хозар. Водночас на цей час Багдадський халіфат значно втратив потугу, що дозволило Дербенту стати незалежною державою. З метою поширення мусульманської релігії і для покарання «невірних» горян робилися систематичні військові походи. Були укладені союзи з мусульманськими володарями Лакза, Табасарана та Кайтага. У 912 році підкорив володіння Шандан. У 930-х роках вів війни з Лакзом, проте зрештою було укладено мирний договір, що тримався до завершення існування емірату.
У X—XI ст. Дербентський емірат активно боровся проти спроб Держави Ширваншахів та християнського царства Сарір. У 944 році населення Дербента повстало проти еміра Ахмада бен Абд ал-Маліка ал-Хашимі, вигнало його з емірату і відправило послів до ширваншаха Абу-Тагір-Йазіда. Ширваншах відправив до Дербенту свого сина Ахмада. Через кілька днів після проголошення його еміром дербентці повстали і проти нього. В цей час внаслідок розгрому київським князем Святославом у 966—969 роках Хозарії зі столицею Семендер загроза для емірів з півночі була ліквідована. Але у 989—990 роках державу струсонуло велике повстання на чолі з релігійним діячем Мусою ат-Тузі, яке було з величезними складнощами придушено.
У 1020 році війська емірату завдали поразки Ширвану. Спроба у 1021 році Ширваном взяти реванш виявилася невдалою, проте й дербентський емір аль-Мансур I не досяг перемоги. У 1029 році останній завдав поразки ширваншаху Манучехру I. У 1030 році війська еміра спустошили значну частину земель Ширвана. Проте у 1035 році емір Абд аль-Малік зазнав поразки й втратив Дербент, де Ширваншах залишив намісником свого візира Мансура ібн-Мусіддіда. Але невдовзі Абд аль-Малік повернув собі свої землі. Слідом за цим було укладено союз з Ширваном. Надалі війська Дербентського емірату допомагали Ширвану відбити напад дайламітів з північного Ірану.
Втім у 1040-х роках розгорнулася боротьба за владу між аль-Мансуром II та Абд аль-Маліком III. Скориставшись послабленням емірату у внутрішні справи втрутився ширваншах Фарібурз I, який навіть тричі захоплював Дербент. Проте у 1071 році династія суламідів за допомогою армії сельджуків повернула собі трон. Але вже у 1077 році самі сельджуки повалили еміра Маймуна II, що став останнім представником Суламідів на троні Дербенту.

### Халіфіди
У 1120 році Сайф ад-дін Мухаммед, представник місцевої знаті Халіфідів (імовірно, зрослася з арабською знаттю), зумів відновити незалежність емірату. На початку XII ст. Дербентський емірат стає потужною державою. У 1124 році тривала війна з грузинським царем Давидом IV Будівельником. Біля Шабрана війська еміра в союзі з лезгінами, табасаранами й половцями завдали поразки ворогові. У 1130-1140-х роках за перших представників династії Сайфідів емірат простягався на південь на кілька десятків кілометрів і включав у свої кордони місто Шабран, на захід простягався не далі найближчих гірських ущелин, а на півночі включав частину табасаранських земель. Емір Сайф ад-Дін Мухаммад намагався підкорити кубачинців, проте марно.
За правління еміра Музаффара тривала боротьба з Грузинським царством. У 1167 році грузинські війська захопили Дербент, але втрималися вони тут недовго.
Водночас відносини між Дербентом і Ширваном знову загострилися. Емір Бекбарс уклав союз з половцями. У відповідь ширваншах Ахсітан I в союзі зі своїм родичем грузинським царем Георгієм III здійснив 1170 року похід на Дербентський емірат, спустошивши область Мушкюр. У 1175 році у битві біля Баку переміг війська Ширвана.
Остаточний занепад Дербентського емірату відбувся у 1220-х роках внаслідок численних походів монголів, що завдали відчутних руйнуваннь. Спочатку у 1221—1222 роках війська одного з військовиків Чингіз-хана — Субедея — сплюндрували значні території та завдали нищівної поразки еміру Рашиду. У 1225 році цим скористалися ширваншахи, які підкорили Дербент, приєднавши ці землі до Ширвана.

## Влада. Армія
Емір мав абсолютну політичну, військову та судову владу. Організація управління будувалася за військовим принципом. Військами керували раїси. Окрему посаду обіймав голова дербентської фортеці — сахіб ал-куфл. Він також опікувався морським портом. Безпосередніми суддями були кадії. Водночас час від часу саме з боку військовиків надходила загроза для влади емірів. Дербентські еміри спиралися на велику і сильну військову арабську колонію, на наймані війська. Разом з тим емір мав радитися з диваном. Також особливий статус мали мешканці Дербента, які також іноді впливали на політичну ситуацію в еміраті. Значні соціальні стани складали селяни та ремісники. Нижчі знаходилися слуги еміра, та іншої знаті. На найнижчому щаблі розташовувалися раби.

## Населення
Населення Дербентського емірату складалося з лезгин, табасаранів, татів. Тут мешкали також нащадки персів й арабів, яких арабський військовик Маслама ібн Абд ал-Малік оселив з Мосула, Дамаска, Тадмору, Халеба та інших міст Сирії і Джазіри. Водночас великі міста були місцем перебування купців з Дагестану, Хозарії, Персії, Середньої Азії, Іраку, Близького Сходу, Грузії, Вірменії, візантійської імперії. Тому виникали тимчасові колонії мешканців цих держав.

## Економіка
Важливими були землеробство й скотарство. Водночас садівництво не набуло значного розвитку. Населення вирощувало зернові (перш за все, пшеницю та ячмінь), шафран та льон. Також істотний зиск дербентські еміри мали від розведення марени (тривалий час на Кавказі вони були фактичними монополістами з її виробництва). Марена, окрім експорту, використовувалася власне дербентськими ремісниками у прядінні та ткацтві. З X ст. Дербент стає одним із центрів ткацтва. На Кавказі дербентські майстри спеціалізувалися на виробництві одягу з льону.
Дербент перетворився на великий торговельно-ремісничий центр на Східному Кавказі. Через нього проходила одна з гілок Шовкового шляху. Марену ж вивозили через посередників до самої Індії.
Еміри карбували власну монету і докладали багато зусиль до зміцнення, розбудови та прикрашання свого міста.

## Культура
Однією з найяскравіших пам'яток культової архітектури міста є головна соборна мечеть Джума-мечеть, в якій з найбільшою повнотою втілилися сасанідські та арабські будівельні традиції.
Культура Дербентського емірату складалася з одного боку, під впливом досягнень таких світових держав, як Сасанидська Персія та Арабський халіфат, що спиралися на найкращі традиції стародавнього сходу, а з іншого — збагачувалася елементами яскравою культури народів Північно-Східного Кавказу і кочівників азійських степів.

## Еміри

### Зафіріди
- Асад ібн Зафір (736—745)
- Хашим (745—760)

### Суламіди
- Язід I (760-бл. 786)
- невідомий (786—790)
- Хашим I (790—797)
- під владою хозар (797—869)
- Хашим II (869—884)
- Амр (884—885)
- Мухаммед I (885—915)
- Абд аль-Малік I (915—916) вперше
- Абу-ль-Наджм (916)
- Абд аль-Малік I (916—939) вдруге
- Ахмад (939) вперше
- Ширваншах аль-Хайсам ібн Мухаммед (939—941) вперше
- Ахмад (941) вдруге
- Ширваншах аль-Хайсам ібн Мухаммед (941—942) вдруге
- Ширваншах Ахмад ібн Йазід (942—944)
- Ахмад (944—953) втретє
- Хашрам Ахмад ібн Мунаббіхі ал-Лакзі (953—954)
- Ахмад (954—976) вчетверте
- Маймун I (976—997)
- Мухаммед I (997)
- Лашкар I (997—1001)
- аль-Мансур I (1001—1034)
- Абд аль-Малік II( 1034—1043)
- аль-Мансур II (1043—1054) вперше
- Лашкар II (1054—1055)
- аль-Мансур II (1055—1065) вдруге
- Абд аль-Малік III (1065—1066) вперше
- Ширваншах Фарібурз I ібн Саллар (1066—1068) вперше
- Абд аль-Малік III (1068) вдруге
- Ширваншах Фарібурз I ібн Саллар (1068—1070) вдруге
- Абд аль-Малік III (1070—1071) втретє
- Ширваншах Фарібурз I ібн Саллар (1071—1074) втретє
- Абд аль-Малік III (1074—1075) вчетверте
- Маймун II (1075—1077)
- у складі держави Сельджуків, потім Ширвана (1077—1120)

### Халіфіди
- Сайф ад-дін Мухаммед ібн Халіфа (1120—1140)
- Музаффар( 1140—1165)
- Бекбарс (1165—1190)
- Абд аль-Малік (1190—1221)
- Рашид (1221—1225)